# Cantó de Saint-Aubin-du-Cormier
El cantó de Saint-Aubin-du-Cormier (bretó Kanton Sant-Albin-an-Hiliber) és una divisió administrativa francesa situat al departament d'Ille i Vilaine a la regió de Bretanya.

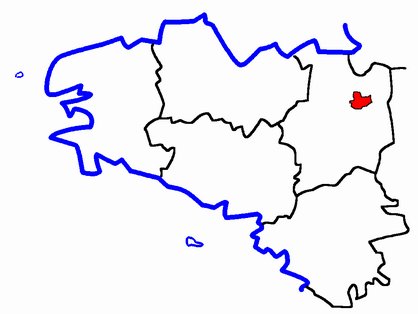
Situació del cantó

## Composició
El cantó aplega 10 comunes :
| Nom francès                 | Nom bretó               | Població | km²    | Codi Postal | Codi INSEE |
| Gosné                       | Goneg                   | 1.380    | 18,14  | 35140       | 35121      |
| La Chapelle-Saint-Aubert    | Chapel-Sant-Alverzh     | 359      | 9,77   | 35140       | 35063      |
| Mézières-sur-Couesnon       | Magoerioù-ar-C'houenon  | 822      | 24,74  | 35140       | 35178      |
| Saint-Aubin-du-Cormier      | Sant-Albin-an-Hiliber   | 2.746    | 27,41  | 35140       | 35253      |
| Saint-Christophe-de-Valains | Sant-Kristol-Gwalen     | 138      | 3,27   | 35140       | 35261      |
| Saint-Georges-de-Chesné     | Sant-Jord-Kadeneg       | 386      | 11,62  | 35140       | 35269      |
| Saint-Jean-sur-Couesnon     | Sant-Yann-ar-C'houenon  | 863      | 18,32  | 35140       | 35282      |
| Saint-Marc-sur-Couesnon     | Sant-Marzh-ar-C'houenon | 410      | 12,05  | 35140       | 35293      |
| Saint-Ouen-des-Alleux       | Sant-Owen-an-Alloz      | 923      | 15,20  | 35140       | 35304      |
| Vendel                      | Gwennel                 | 339      | 6,37   | 35140       | 35348      |
| Cantó                       | Sant-Albin-an-Hiliber   | 8.366    | 146,89 | -           | 3535       |

## Evolució demogràfica
| 1962  | 1968  | 1975  | 1982  | 1990  | 1999  |
| ----- | ----- | ----- | ----- | ----- | ----- |
| 7.378 | 6.910 | 6.577 | 7.085 | 7.170 | 8.366 |

## Història
| Data d'elecció                           | Identitat        | Partit | Qualitat |
| ---------------------------------------- | ---------------- | ------ | -------- |
| 2001-                                    | Jean Taillandier | PRG    |          |
| les dades anteriors no són pas conegudes |                  |        |          |
|                                          |                  |        |          |